# Sweet Justice
Sweet Justice è il secondo album in studio della cantante e rapper australiana Tkay Maidza, pubblicato nel 2023.

## Tracce
1. Love and Other Drugs – 3:01
2. WUACV – 2:17
3. Out of Luck (featuring Lolo Zouaï and Amber Mark) – 3:50
4. What Ya Know – 3:22
5. Won One – 2:41
6. Love Again – 3:29
7. WASP – 3:02
8. Ghost! – 3:54
9. Ring-a-Ling – 2:58
10. Free Throws – 2:17
11. Silent Assassin (with Flume) – 2:07
12. Our Way – 3:57
13. Gone to the West (featuring Duckwrth) – 3:17
14. Walking on Air – 3:47